# Socha svatého Václava (Chrudim)
Klasicistní pískovcová socha svatého Václava od pražského sochaře Františka Linna byla pořízena v roce 1847 jako součást souboru sochařských děl instalovaných na pískovcovém parapetu v Široké ulici v okresním městě Chrudim. Socha je od roku 1958 chráněna jako nemovitá kulturní památka ČR.

## Historie
Socha svatého Václava byla v roce 1960 spolu se zbylými čtyřmi sochami světců přemístěna kvůli rozšíření Široké ulice na bývalý hřbitov u kostela svatého Michaela archanděla a v roce 1997 byla umístěna zpět na novodobý pískovcový parapet rampy v Široké ulici stoupající od mostu u muzea nad městským náhonem.

## Popis
Na nízkém hranolovém podstavci umístěném na novodobém pískovcovém parapetu rampy Široké ulice stojí na vyšším pilíři zakončeném nahoře profilovanou římsou socha svatého Václava v životní velikosti. Postava světce je oděna v knížecím úboru přepásaném honosným opaskem a s knížecí čapkou na hlavě, v pravé ruce drží kopí a levou rukou se opírá o štít se svatováclavskou orlicí. Vousatá tvář svatého Václava vzhlíží vzhůru. Po levé straně podstavce je vytesán letopočet MDCCCXXXXVII.
Socha svatého Václava byla v roce 2023 restaurována. 